# Neskaupstaður

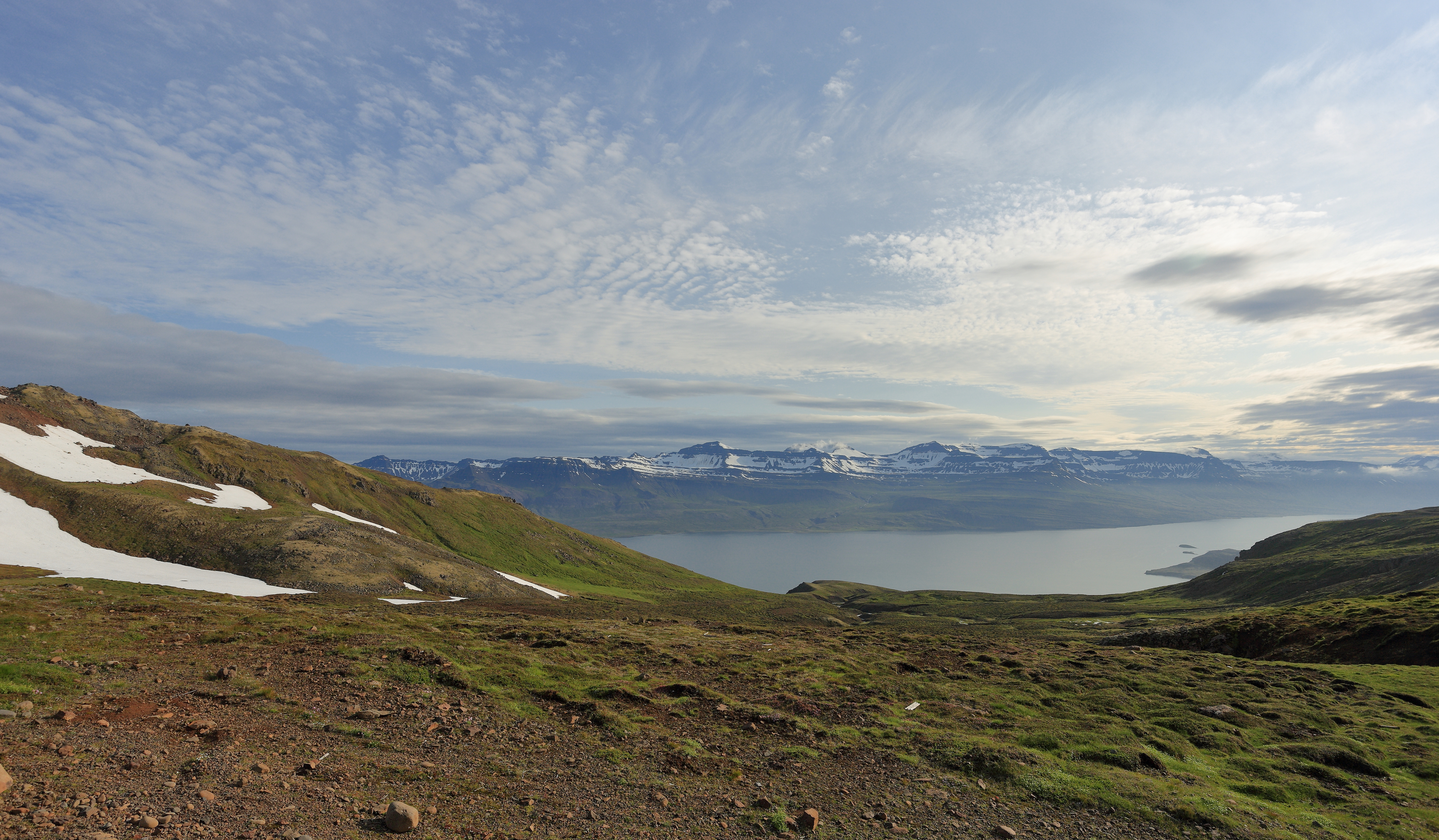
Neskaupstaður

Neskaupstaður é uma cidade localizada no fiorde Norðfjörður, na Islândia. Em 2005, sua população era de 1.534 habitantes.